# Mercedes-Benz W140
La Mercedes-Benz W140 è la terza generazione della Mercedes-Benz Classe S, un'autovettura di lusso prodotta dalla casa automobilistica tedesca Mercedes-Benz dall'aprile 1991 al settembre 1998. Le versioni Pullman sono state le uniche ad essere state prodotte fino al 2000. La macchina ha avuto successo commerciale, tenuto conto del blasone e del prezzo impegnativo, venendo prodotta in oltre 430.000 esemplari.

## Storia e profilo
Il progetto per il modello che avrebbe sostituito l'ammiraglia di Stoccarda, la W126, fu avviato già nel 1982: si era fissato che la produzione avrebbe dovuto cominciare nell'autunno del 1989. Ma alcuni eventi, come la rivale BMW che nel 1987 ha introdotto la 750i E32 con motore V12, indussero la Mercedes-Benz, che aveva a quel punto già ultimato 19 prototipi, a rimandare il tutto per sviluppare un V12 che potesse contrastare l'offensiva commerciale bavarese. Secondo alcune voci, peraltro non ufficiali, si parlava anche di realizzare un V16 da 8 litri, ma alla fine non si sa se tale progetto sia stato effettivamente considerato. Nel 1989, la Lexus introdusse la berlina di lusso LS 400. Per rivaleggiare la LS 400, numerosi nuovi accessori furono portati per il lancio della nuova W140 provocando sforamenti di bilancio che costarono il lavoro all'ingegnere capo di Daimler-Benz, Wolfgang Peter. Per dettagli come questi, la W140 è spesso conosciuta come l'ultima Mercedes ad essere stata "stra-sviluppata", una distinzione che stava costando alla casa di Stoccarda in ritardi di produzione e sforamenti di budget. La produzione cominciò quindi solo nel 1991 e la presentazione avvenne al Salone dell'automobile di Ginevra di quell'anno. All'epoca della sua presentazione, la nuova ammiraglia tedesca rappresentava l'apice del lusso nel segmento G cui apparteneva ed era ritenuta da molti la migliore macchina in produzione in quel periodo, come lo era stato in passato per la W100. La W140 segnò un balzo in avanti significativo nella tecnologia della Mercedes-Benz. Molti dettagli potevano essere trovati già nella SL R129 del 1989. Si ritiene che la nuova macchina sia costata alla Mercedes-Benz oltre 1 miliardo di dollari per il solo sviluppo. Per il consumatore, la nuova W140 costava un notevole 25% in più rispetto al suo predecessore, la W126.

### Estetica ed interni

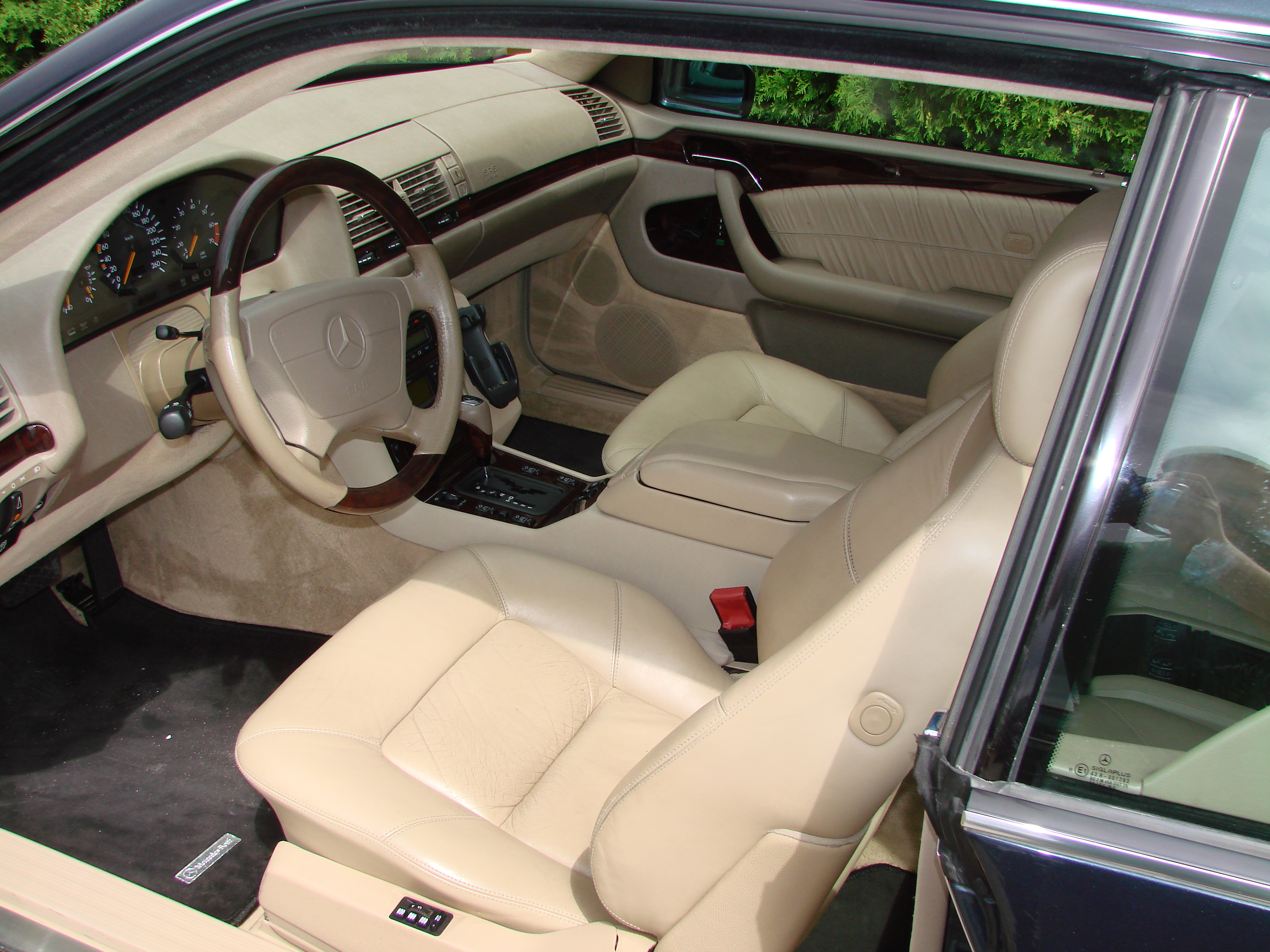
Gli interni della Classe S in versione C140

La W140 è stata proposta fin dall'inizio in due varianti di carrozzeria, la berlina a passo normale e quella a passo lungo, maggiorato di 10 cm. Già nel primo caso, la grande ammiraglia di Stoccarda raggiungeva la già non indifferente lunghezza di 5 113 mm, assicurando una grande abitabilità interna. La capacità del bagagliaio era di 525 dm³ per la berlina e di 505 dm³ per la Coupé. Esternamente, la vettura conserva tutti i tratti tipici delle prestigiose berline che recano sul frontale la "stella a tre punte". L'eleganza della linea si deve ancora una volta all'équipe del centro stile Mercedes-Benz guidata dal friulano Bruno Sacco. Molta cura è stata rivolta all'aerodinamica e la W140, pur essendo più imponente della W126 che andava a sostituire, risultava anche dotata di un migliore coefficiente di penetrazione aerodinamica (0,30 per la berlina e 0,29 per la coupé). Il frontale rivela subito una novità significativa, rappresentata dalla griglia frontale incorporata nel cofano motore (per la prima volta in una Mercedes-Benz) e dalla "stella a tre punte" non più posta sulla sommità della griglia stessa, ma sulla punta del cofano motore. I fari anteriori sono più profilati, mentre nella zona posteriore del cofano motore, alla base del parabrezza, compaiono delle griglie di sfogo. La fiancata tende a rendere più imponente la vista d'insieme grazie all'ausilio di fascioni laterali di dimensioni generose. Posteriormente, invece, saltano all'occhio i gruppi ottici di dimensioni minori, sottolineati da una fascia di colore chiaro che attraversa la coda in tutta la sua larghezza.
Internamente, la W140 è più spaziosa del modello precedente, ed appare assai elegante ancora oggigiorno. La dotazione comprende dispositivi come i finestrini elettrici con riapertura d'emergenza nel caso questi dovessero trovare un ostacolo nel loro percorso (per esempio un bambino affacciato). I finestrini stessi, inoltre, sono a doppio cristallo, in modo da fornire un ottimale insonorizzazione ed un adeguato isolamento termico. Particolari erano le antenne che fuoriuscivano dai parafanghi posteriori per assistere il conducente in caso di manovra in retromarcia. Completavano il quadro della dotazione per il comfort: la chiusura centralizzata comandata anche dall'interno, la chiusura servoassistita delle porte e del bagagliaio (optional), gli specchietti retrovisori regolabili elettricamente e ripiegabili, il climatizzatore anteriore bi-zona, il climatizzatore posteriore (optional per renderla tri zona) i sedili elettrici con memoria anteriori e posteriori, il primo sedile con supporto lombare su 3 zone e con conformazione variabile degli appoggi laterali degli schienali, rivestimenti in materiali pregiati come pelle alcantara e finiture in legno, telefono digitale, tettuccio apribile e le sospensioni regolabili elettronicamente ADS. Dal punto di vista della sicurezza, la W140 offriva gli airbag frontali, oltre che il dispositivo ABS e al controllo elettronico antislittamento per le ruote posteriori ASR.

### Meccanica e motori

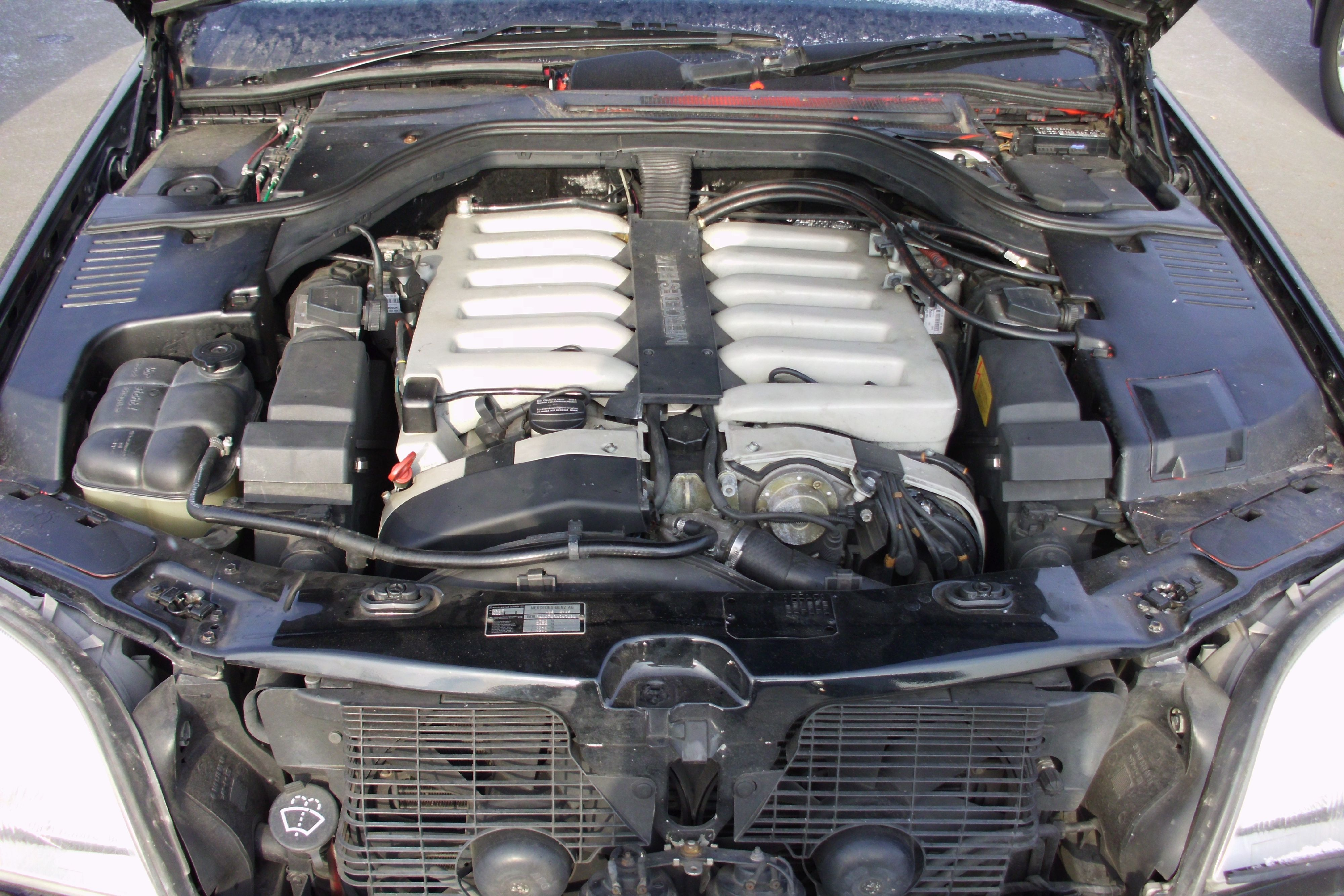
Il motore V12 da 6 litri che equipaggia le W140 e C140

Meccanicamente, la W140, manteneva la classica impostazione della Casa tedesca. Prima di tutto, quindi, ritroviamo il motore anteriore longitudinale e la trazione posteriore, ma oltre a ciò si ritrovano anche lo schema delle sospensioni con avantreno a quadrilatero alto e retrotreno multilink a 5 leve. Inizialmente la W140 doveva essere equipaggiata con le nuove sospensioni pneumatiche AirMatic come opzione, ma il progetto fu abbandonato poco prima del lancio perché la Mercedes stava ancora perfezionando la tecnologia al momento. La Mercedes decise di lanciare le sospensioni AirMatic nella successiva generazione della Classe S nel 1998. L'impianto frenante è a doppio circuito idraulico ed è interamente a dischi, di cui quelli anteriori sempre autoventilanti e quelli posteriori pieni, ma solo nelle versioni con motore a 6 cilindri. Quelle con motorizzazioni superiori montano i dischi autoventilanti anche al retrotreno. La capacità del serbatoio era di 100 litri mentre la massa rimorchiabile era di oltre 2 tonnellate e mezzo. Al suo esordio, la W140 è stata proposta nella seguente gamma iniziale: 300 SE/SEL, con motore da 3,2 litri, 24 valvole e 231 CV, 400 SE/SEL, con motore V8 da 4,2 litri, 32 valvole e 286 CV e 500 SE/SEL, con motore V8 da 5 litri, 32 valvole e 326 CV, tutti omologati alla normativa anti inquinamento Euro 1. I motori a sei cilindri erano accoppiati ad un cambio manuale a 5 marce mentre le V8 avevano un automatico a 4 rapporti. Nel 1992 la 600 SEL, con motore V12 da 6 litri, 48 valvole e 408 CV ha fatto il suo debutto assieme alla versione a gasolio. I prezzi di listino in Italia partivano da circa 92 milioni di lire (47 000 euro circa) della 300 SE 2.8 fino ai quasi 220 milioni di lire (113 000 euro) della 600 SEL.

## Evoluzione

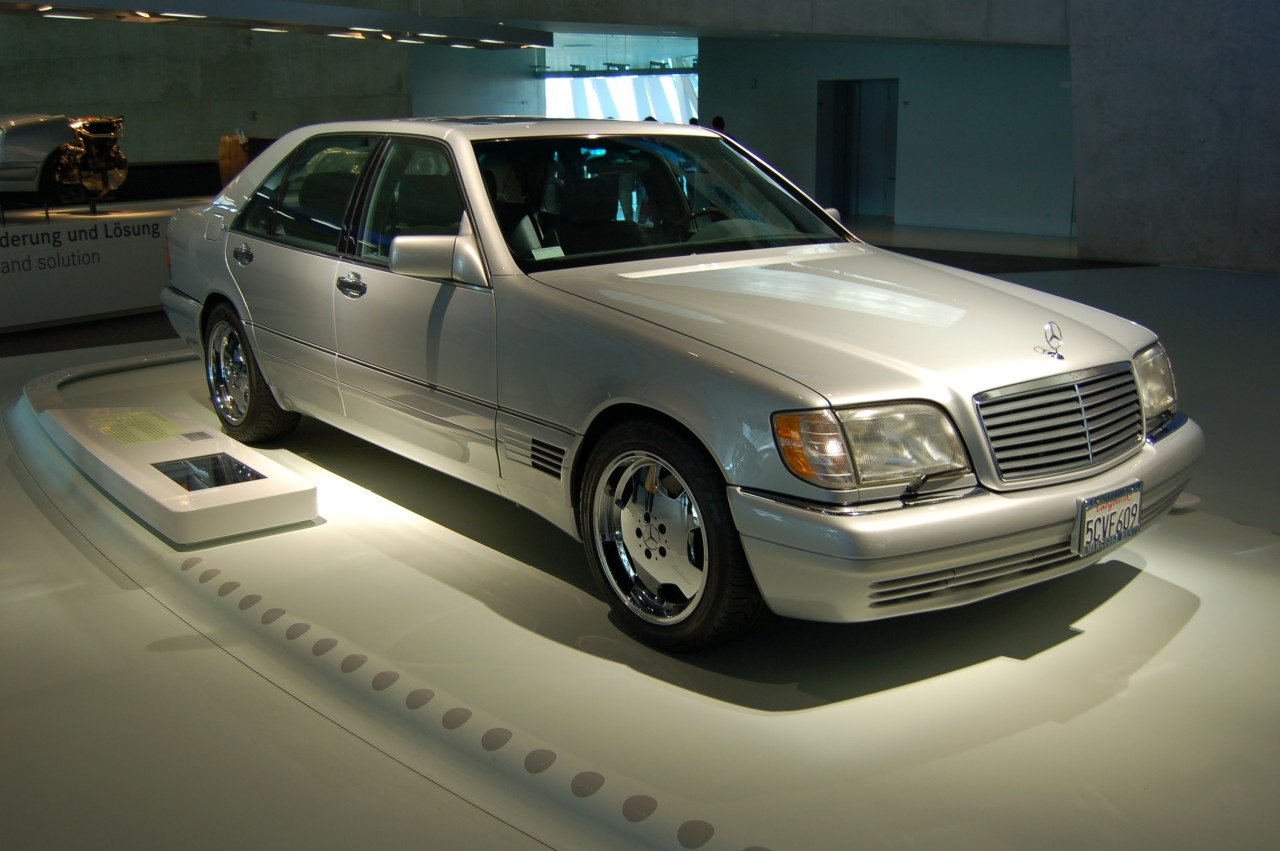
La W140 a passo lungo (SEL) appartenuta ad Arnold Schwarzenegger

La gamma W140 viene pensata anche per il mercato statunitense: proprio per tale motivo, gli USA sono stati i primi a beneficiare di una versione a gasolio su base W140. Infatti nell'autunno del 1991, sette mesi dopo la presentazione di Ginevra viene lanciata la 300 SD, prevista inizialmente solo per il mercato d'oltreoceano, e spinta da un 3,5 litri turbodiesel in grado di erogare 150 CV. Sempre gli USA saranno i primi a tenere a battesimo la versione coupé, contrassegnata dalla sigla C140 e presentata all'inizio del 1992. Tale versione comincerà però ad essere commercializzata solo nell'ottobre dello stesso anno, diversi mesi dopo. Nello stesso periodo, anche i mercati europei vedono l'arrivo della 300 SD, così come l'introduzione della 300 SE con motore 2,8 litri, che va a costituire la versione di base dell'intera gamma, ma che vanta una raffinata elettronica, rivista ed ottimizzata per consentire il dialogo tra le varie centraline. Il successo non tarda ad arrivare per la W140, che nel giro di circa un anno di produzione supera le centomila unità prodotte ed alla fine del 1992 supera già quota 120 000.
Si arriva così al mese di giugno del 1993, quando l'intera gamma W140 subisce alcuni aggiornamenti di dettaglio, ma soprattutto vede cambiare i criteri di denominazione dei suoi modelli. La lettera S viene ora posta prima della sigla numerica che ne identifica la cilindrata o comunque il livello del modello all'interno della gamma. Così, per esempio, la 300 SE, diventa S 320, poiché montava un motore da 3,2 litri, mentre la 300 SD 3,5 diventa S 350 turbodiesel.
Nel 1994 arriva invece il vero e proprio restyling per tenersi al passo con le nuove Audi A8 e BMW Serie 7, consistente nel restyling dei fascioni laterali, del profilo dei fari anteriori, della calandra e della coda. A partire dal maggio del 1995, è possibile ordinare una W140 con il dispositivo Parktronic, un dispositivo ad ultrasuoni che assiste le manovre di parcheggio. Nel settembre dello stesso anno, vi sono novità tecniche sia alla trasmissione (nuovo cambio automatico a cinque rapporti a gestione elettronica ottenibile a richiesta) e nei motori V8 e V12 (nuovo sistema d'accensione ad una bobina per cilindro e nuova elettronica di gestione). Sul fronte della sicurezza, la S600 riceve l'ESP, mentre le versioni V8 lo possono avere come optional. Il dispositivo antislittamento ASR viene montato di serie su tutta la gamma, così come gli airbag laterali, i fari allo xeno ed il tergicristallo con sensori pioggia, fino a quel momento di serie nelle versioni più ricche. Sempre nel 1995, al Salone di Francoforte, viene presentata una versione particolare della W140, vale a dire la Pullman, una limousine con passo allungato di ben un metro rispetto alla già non indifferente SEL. Tale versione può anche essere ordinata a richiesta in versione blindata.
Nel 1996 la S 300 Turbodiesel, con motore diesel da 3 litri e 177 CV, va a sostituire la S 350 Turbodiesel. Alla fine dello stesso anno, l'ESP si aggiunge alla lista optional delle versioni a 6 cilindri, e sull'intera gamma viene montata l'assistenza alla frenata d'emergenza e i sensori anti-pioggia. Nello stesso periodo, le versioni coupé, fino a quel momento denominate SEC, vengono contraddistinte dalla sigla CL, dando il via all'omonima classe di coupé di lusso che sarebbe durata per i successivi quattordici anni. Sulla CL600 venne fatto debuttare anche un computer di bordo con navigatore satellitare e GPS.
Sempre nel 1996 per rivaleggiare la nuova Audi S8, il preparatore AMG ha presentato una propria versione della W140, denominata S 70. Prodotta in 112 esemplari, monta un propulsore V12 da 7 litri con 500 CV, dal quale sono derivati i motori montati sulle moderne Mercedes-Benz ad alte prestazioni. Le prestazioni erano rilevanti se paragonate a vetture della stessa categoria: accelerazione da 0 a 100 km/h in 5,2 secondi e velocità massima di 300 km/h. Questa versione era estremamente rara ed esportata principalmente in Giappone, negli Stati Uniti e negli Emirati Arabi.
A bordo di un esemplare di Mercedes-Benz S280 persero la vita Lady Diana Spencer, ex moglie del principe del Galles Carlo (ora re del Regno Unito), ed il suo compagno Dodi Al-Fayed in un tristemente famoso incidente a Parigi nel 1997.

### La coupé

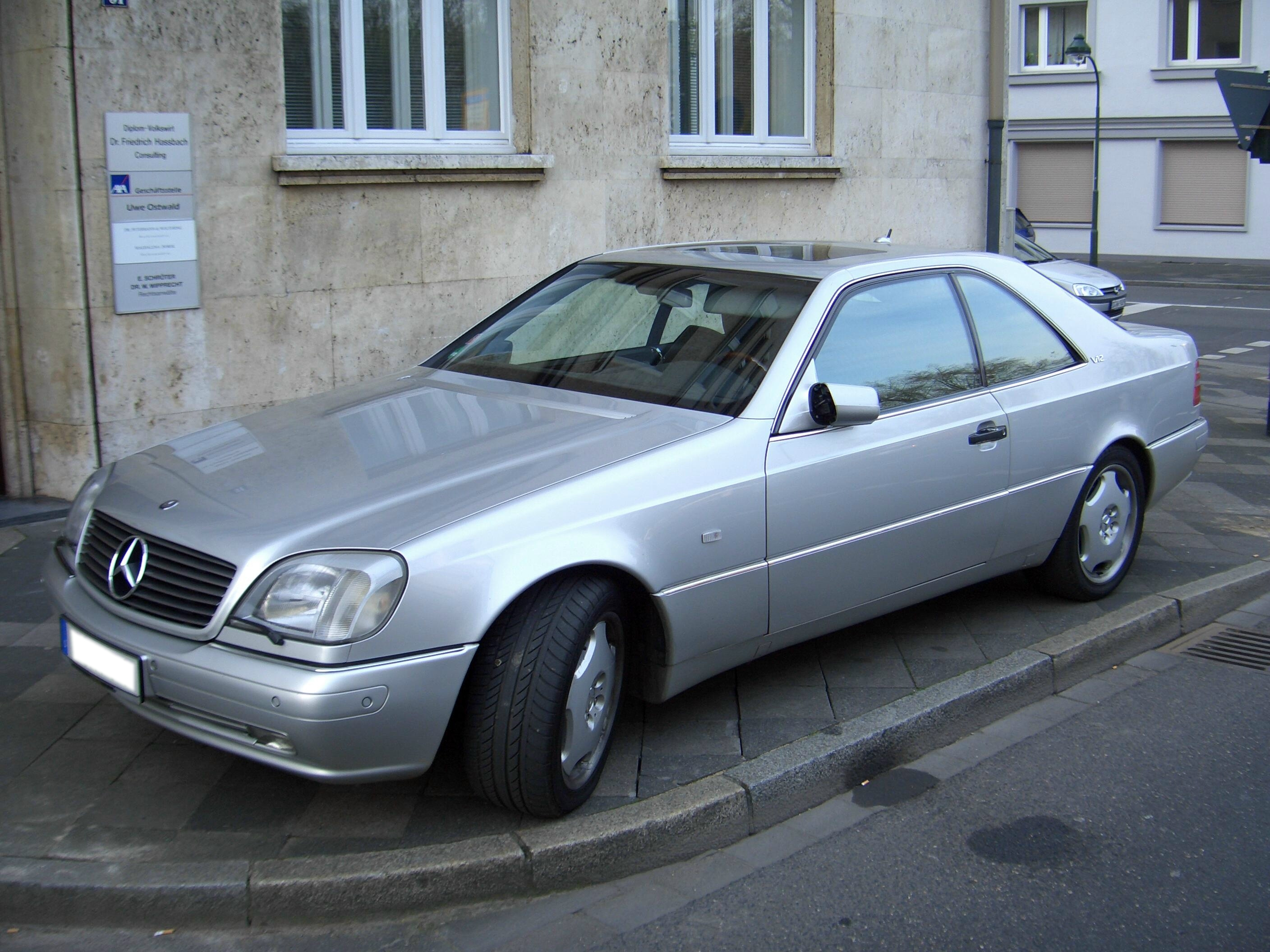
Una CL 600 C140, ultima evoluzione della C140

Presentata al Salone di Detroit del 1992, la nuova coupé di lusso Mercedes-Benz conserva, almeno inizialmente, la sigla SEC già utilizzata per il coupé C126. Al contrario della precedente coupé, invece, sono maggiori le differenze estetiche con la berlina da cui deriva, specie nel frontale, che ora sfoggia dei gruppi ottici dal disegno differente rispetto a quello della corrispondente berlina. Anche la C126 aveva in realtà gruppi ottici differenti rispetto alla berlina W126, ma sempre quadrangolari. In questo caso, invece, i gruppi ottici del coupé sono più grandi ed arrotondati. Ovviamente, la parte più caratterizzante è quella fornita dalla vista laterale, dove si nota innanzitutto la configurazione a due porte, ma anche l'assenza del montante centrale (aspetto comune anche alle precedenti coupé Mercedes-Benz) ed il diverso taglio del padiglione. Inoltre, si può notare l'inferiore misura del passo, sceso da 3.065 a 2.945 mm. Differente pure la coda, anch'essa con gruppi ottici ridisegnati. Internamente il comfort è ai massimi livelli, come si conviene ad una vettura di tale levatura, grazie anche all'insonorizzazione accurata, i cristalli sono doppi come nella berlina, ma nel coupé quelli interni sono più spessi.
L'equipaggiamento di serie della C140 per tutte le versioni prevedeva: airbag lato guida, passeggero e laterali, climatizzatore automatico, ABS, antipattinamento-controllo della trazione ASR, retrovisori esterni elettrici termici e abbattibili, sedili regolabili elettricamente con memorie e con supporto lombare e riscaldati, servosterzo parametrico in funzione della velocità, cambio automatico a controllo elettronico a 4 marce (dal 1996 a 5 marce), cruise control, antifurto, interni in pelle, inserti in radica, tetto apribile elettrico, cerchi in lega da 18 pollici con pneumatici 255/45 ZR 18, vetri elettrici anteriori e posteriori con chiusura e apertura automatica, chiusura centralizzata con apertura e chiusura portiera assistita elettronica "soft-close door", poggiatesta posteriori abbattibili elettricamente, porgi-cintura di sicurezza automatico ad avvio vettura, fendinebbia, bracciolo ant. e post. sollevabili, accesso posteriore con sedili anteriori a reclinamento elettrico, vetri stratificati atermici, insonorizzati e IR-riflettenti, volante regolabile elettricamente, specchi posteriori con specchio antiabbagliante, antifurto elettronico con chiave codificata(una delle prime automobili al mondo), e chiusure a distanza.
Tra gli optional a pagamento vi erano: le sospensioni attive, computer di viaggio, ESP (di serie su CL600 dal 1997), telefono, regolazione bi-zona per il climatizzatore automatico (di serie su CL600), lettore CD con caricatore da 6 CD, sistema di navigazione satellitare, specchio interno fotocromatico, riscaldatore supplementare, asse posteriore autolivellante.
La C140 va a competere nel mercato con avversarie del calibro di BMW Serie 8 e Jaguar XJ-S, ed è stata inizialmente proposta in due sole motorizzazioni, entrambe a benzina, ossia il V8 da 5 litri (320 CV) ed il V12 da 6 litri (394 CV). Nel giugno del 1993, si ha anche per il coupé la ridenominazione dei modelli, che nel caso specifico vede per esempio la 500 SEC cambiare in S 500 Coupé. Nel febbraio del 1994 viene lanciata la S 420 Coupé, con motore da 4,2 litri, che va ad arricchire la gamma delle coupé C140. Nel mese di giugno del 1996, la gamma del coupé C140 va a costituire la prima serie della Classe CL. La produzione del coupé C140 termina anch'essa nel 1998, sostituita dal coupé C215.

### Altre versioni

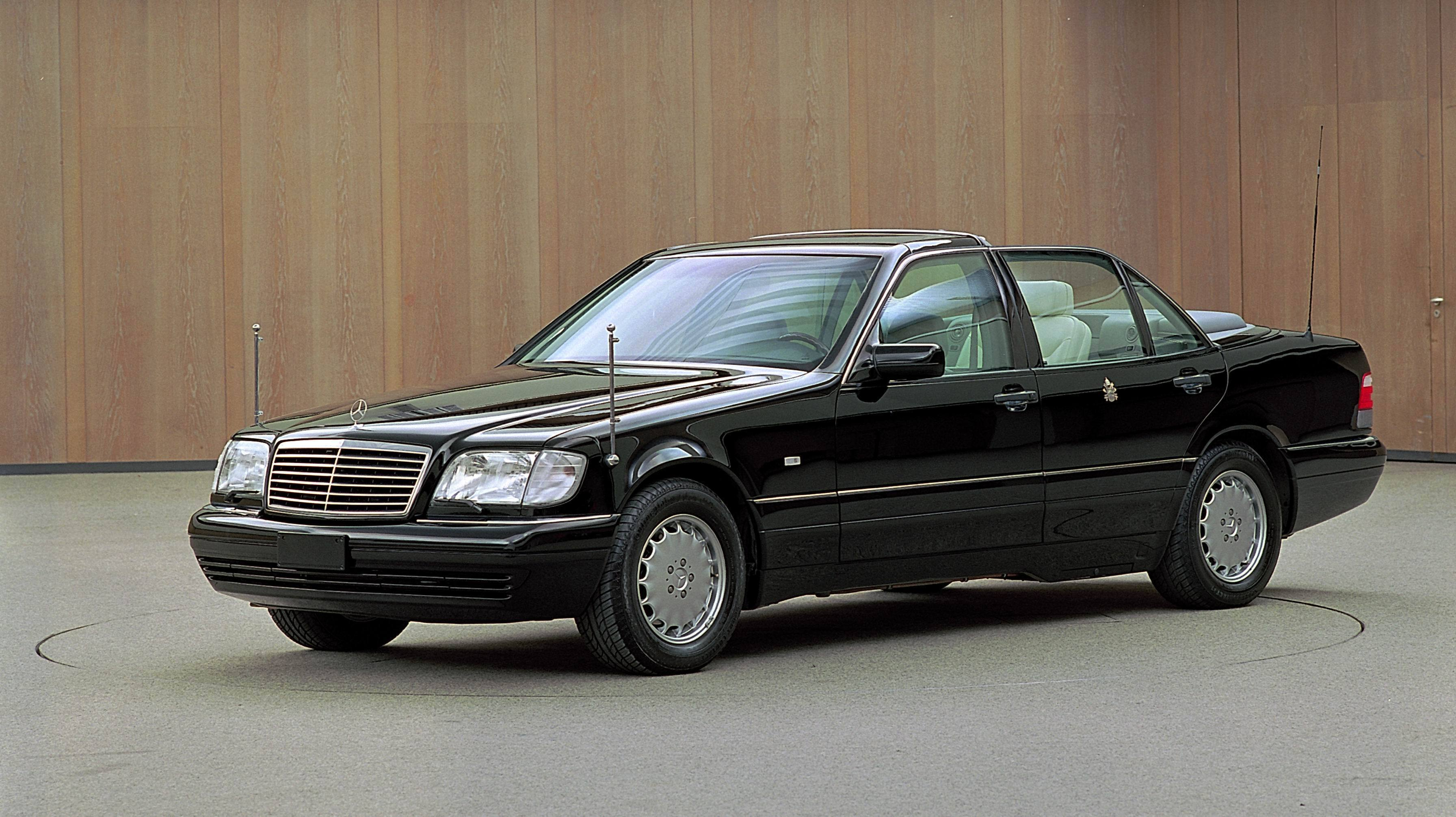
La papamobile landaulet su base W140

Oltre alla normale berlina e al coupé, la W140 è stata proposta anche come berlina a passo allungato di 10 cm (versioni SEL). L'interasse, in questo caso, passa così da 3.045 a 3.140 mm. Tale versione ha esordito assieme alle berline a passo normale ed è stata proposta in quasi tutte le motorizzazioni, ad eccezione di quelle a gasolio e di quella a benzina da 2,8 litri. Questa versione disponeva tra l'altro anche dei sedili posteriori reclinabili e riscaldabili. In occasione del riassetto delle denominazioni dei modelli Mercedes-Benz, avvenuto nella prima metà del 1993, anche queste versioni non sfuggirono alla regola. Così, per esempio, la 600 SEL divenne S 600 Lunga (o Lang, come veniva chiamata dai tedeschi).
Un'altra versione particolare, già citata in precedenza, è stata quella proposta a metà del 1996, denominata pullman e caratterizzata dal passo maggiorato di un metro rispetto alla versione SEL. La lunghezza raggiungeva così 6.213 mm contro i 5.213 mm della SEL, grazie ad un interasse passato da 3.140 a ben 4.140 mm, superiore quindi alla lunghezza di una vettura come la contemporanea Alfa 164, mentre il peso a vuoto di un Pullman arrivava ad essere superiore di 640 kg rispetto al peso a vuoto di una SEL, quasi il peso di una piccola utilitaria. Internamente, la vettura disponeva di sei posti in tre file da due posti ciascuna. I due posti anteriori sono separati tramite un divisorio dai quattro posti posteriori, sistemati in configurazione vis-a-vis, cioè con due posti affacciati agli altri due. La W140 Pullman è stata proposta unicamente con il V8 da 5 litri o con il V12 da 6 litri, ed è stata l'unica versione della W140 prodotta fino al 2000, ma non è stata mai inserita ufficialmente in listino.
Sulla base dei modelli 500 SEL/S 500 Lunga e 600 SEL/S 600 Lunga sono state realizzate anche delle particolari versioni blindate con carrozzerie irrobustite, vetri antiproiettile e tutta una serie di rinforzi che alla fine fanno quasi raddoppiare la massa a vuoto di ogni singola vettura rispetto al modello di origine. Basti pensare che la S 500 Lunga blindata arriva a pesare a secco 3485 kg.
Una menzione particolare merita la versione landaulet in esemplare unico allestita nel marzo del 1997 appositamente per il pontefice Giovanni Paolo II, che la utilizzava per i suoi spostamenti ufficiali. La vettura è quindi caratterizzata dalla presenza di una capote che va a coprire solo la parte posteriore del tetto, mentre quella anteriore è in lamiera. Il meccanismo che attua l'apertura della capote è derivato da quello che apre la capote elettrica della Classe E W124 Cabriolet (o A124). La vettura nasce sulla base della S 500 Lunga, della quale condivide le principali caratteristiche strutturali, compreso l'interasse di 3.14 m. Analogo anche il V8 da 5 litri e 320 CV di potenza massima.

## Fine produzione
Dalla fine del 1996 fino a fine produzione, la gamma W140 non subì variazioni di rilievo. La carriera della gamma W140 termina nel settembre del 1998, quando viene sostituita dalla nuova serie della Classe S, la W220, a parte per le versioni blindate e pullman che sono rimaste in disponibili fino al 2000. In totale vengono prodotti 432.739 esemplari della serie 140, dei quali 26.022 in versione coupé C140. Nonostante gli alti prezzi di listino, la macchina fu un successo nel suo segmento, vendendo di più della BMW Serie 7 e della Audi V8 messe insieme. Il pianale della W140 venne in seguito utilizzato come base di partenza per lo sviluppo della limousine Maybach W240 dieci anni dopo.

## Motorizzazioni e versioni
Di seguito vengono riportati i dati tecnici relativi a tutte le versioni della W140.
| Mercedes-Benz W140                   |              |                             |                |                |                |                    |                    |              |                     |                    |                    |                    |
| Modello                              | Sigla telaio | Motore                      | Cilindrata cm³ | Potenza CV/rpm | Coppia Nm/rpm  | Cambio/ N°rapporti | Massa a vuoto (kg) | Velocità max | Acceler. 0–100 km/h | Consumo (l/100 km) | Anni di produzione | Esemplari prodotti |
| Motori a benzina                     |              |                             |                |                |                |                    |                    |              |                     |                    |                    |                    |
| 300 SE 2.8 (S 280 dal 06/93)         | 140.028      | M104E28 L6 24V (104.944)    | 2799           | 193/5500       | 270/3750       | M/5                | 1.890              | 215          | 10"8                | 11.6               | 01/93-03/94        | 22.784             |
| 300 SE                               | 140.032      | M104E32 L6 24V (104.990)    | 3199           | 231/5800       | 310/4100       | M-5                | 1.890              | 230          | 8"6                 | 12.9               | 04/91-12/92        | 98.095             |
| 300 SE                               | 140.032      | M104E32 L6 24V (104.990)    | 3199           | 231/5800       | 310/4100       | A-4                | 1.890              | 225          | 8"9                 | 12.8               | 01/93-05/93        | 98.095             |
| S 320                                | 140.032      | M104E32 L6 24V (104.994)    | 3199           | 231/5600       | 315/3750       | A-4                | 1.890              | 225          | 8"9                 | 12.8               | 06/93-09/98        | 98.095             |
| 400 SE (S 420 dal 06/93)             | 140.042      | M119E42 V8 32V (119.971)    | 4196           | 286/5700       | 410/3900       | A-4                | 1.990              | 245          | 7"9                 | 13.0               | 04/91-08/92        | 14.277             |
| 400 SE (S 420 dal 06/93)             | 140.042      | M119E42 V8 32V (119.971)    | 4196           | 279/5700       | 400/3900       | A-4                | 1.990              | 245          | 8"3                 | 11.4               | 09/92-08/95        | 14.277             |
| 400 SE (S 420 dal 06/93)             | 140.042      | M119E42 V8 32V (119.981)    | 4196           | 279/5700       | 400/3900       | A-5                | 1.990              | 245          | 8"3                 | 11.4               | 09/95-09/98        | 14.277             |
| 500 SE (S 500 dal 06/93)             | 140.050      | M119E50 V8 32V (119.970)    | 4973           | 326/5700       | 480/3900       | A-4                | 2.000              | 250          | 7"0                 | 13.8               | 04/91-08/92        | 21.942             |
| 500 SE (S 500 dal 06/93)             | 140.050      | M119E50 V8 32V (119.970)    | 4973           | 320/5600       | 470/3900       | A-4                | 2.000              | 250          | 7"3                 | 13.1               | 09/92-08/95        | 21.942             |
| 500 SE (S 500 dal 06/93)             | 140.050      | M119E50 V8 32V (119.980)    | 4973           | 320/5600       | 470/3900       | A-5                | 2.000              | 250          | 7"3                 | 12.1               | 09/95-09/98        | 21.942             |
| 600 SE (S 600 dal 06/93)             | 140.056      | M120E60 V12 48V (120.980)   | 5987           | 408/5200       | 580/3800       | A-4                | 2.180              | 250          | 6"3                 | 15.4               | 04/91-08/92        | 3.399              |
| 600 SE (S 600 dal 06/93)             | 140.056      | M120E60 V12 48V (120.980)   | 5987           | 394/5200       | 570/3800       | A-4                | 2.180              | 250          | 6"6                 | 15.4               | 09/92-08/95        | 3.399              |
| 600 SE (S 600 dal 06/93)             | 140.056      | M120E60 V12 48V (119.982)   | 5987           | 394/5200       | 570/3800       | A-5                | 2.180              | 250          | 6"6                 | 14.3               | 09/95-09/98        | 3.399              |
| Motori a gasolio                     |              |                             |                |                |                |                    |                    |              |                     |                    |                    |                    |
| 300 SD (S 350 Turbodiesel dal 06/93) | 140.134      | OM603D35A L6 12V (603.971)  | 3449           | 150/4000       | 310/2000       | A-4                | 1.940              | 185          | 12"9                | 9.7                | 10/91-05/96        | 20.518             |
| S 300 Turbodiesel                    | 140.135      | OM606D30LA L6 24V (606.960) | 2996           | 177/4400       | 330/ 1600-3600 | A-5                | 1.960              | 206          | 11"2                | 8.9                | 06/96-08/98        | 7.583              |

| Mercedes-Benz V140              |              |                           |                |                |               |                    |                    |              |                     |                    |                    |                    |
| Modello                         | Sigla telaio | Motore                    | Cilindrata cm³ | Potenza CV/rpm | Coppia Nm/rpm | Cambio/ N°rapporti | Massa a vuoto (kg) | Velocità max | Acceler. 0–100 km/h | Consumo (l/100 km) | Anni di produzione | Esemplari prodotti |
| 300 SEL                         | 140.033      | M104E32 L6 24V (104.990)  | 3199           | 231/5800       | 310/4100      | M-5                | 1.900              | 230          | 8"6                 | 12.9               | 04/91-12/92        | 85.346             |
| 300 SEL                         | 140.033      | M104E32 L6 24V (104.990)  | 3199           | 231/5800       | 310/4100      | A-4                | 1.900              | 225          | 8"9                 | 12.8               | 01/93-05/93        | 85.346             |
| S 320 Lunga                     | 140.033      | M104E32 L6 24V (104.994)  | 3199           | 231/5600       | 315/3750      | A-4                | 1.900              | 225          | 8"9                 | 12.8               | 06/93-09/98        | 85.346             |
| 400 SEL (S 420 Lunga dal 06/93) | 140.043      | M119E42 V8 32V (119.971)  | 4196           | 286/5700       | 410/3900      | A-4                | 2.000              | 245          | 7"9                 | 13.0               | 04/91-08/92        | 35.191             |
| 400 SEL (S 420 Lunga dal 06/93) | 140.043      | M119E42 V8 32V (119.971)  | 4196           | 279/5700       | 400/3900      | A-4                | 2.000              | 245          | 8"3                 | 11.4               | 09/92-08/95        | 35.191             |
| 400 SEL (S 420 Lunga dal 06/93) | 140.043      | M119E42 V8 32V (119.981)  | 4196           | 279/5700       | 400/3900      | A-5                | 2.000              | 245          | 8"3                 | 11.4               | 09/95-09/98        | 35.191             |
| 500 SEL (S 500 Lunga dal 06/93) | 140.051      | M119E50 V8 32V (119.970)  | 4973           | 326/5700       | 480/3900      | A-4                | 2.010              | 250          | 7"0                 | 13.8               | 04/91-08/92        | 65.065             |
| 500 SEL (S 500 Lunga dal 06/93) | 140.051      | M119E50 V8 32V (119.970)  | 4973           | 320/5600       | 470/3900      | A-4                | 2.010              | 250          | 7"3                 | 13.1               | 09/92-08/95        | 65.065             |
| 500 SEL (S 500 Lunga dal 06/93) | 140.051      | M119E50 V8 32V (119.980)  | 4973           | 320/5600       | 470/3900      | A-5                | 2.010              | 250          | 7"3                 | 12.1               | 09/95-09/98        | 65.065             |
| 600 SEL (S 600 Lunga dal 06/93) | 140.057      | M120E60 V12 48V (120.980) | 5987           | 408/5200       | 580/3800      | A-4                | 2.180              | 250          | 6"3                 | 15.4               | 04/91-08/92        | 32.517             |
| 600 SEL (S 600 Lunga dal 06/93) | 140.057      | M120E60 V12 48V (120.980) | 5987           | 394/5200       | 570/3800      | A-4                | 2.180              | 250          | 6"6                 | 15.4               | 09/92-08/95        | 32.517             |
| 600 SEL (S 600 Lunga dal 06/93) | 140.057      | M120E60 V12 48V (120.982) | 5987           | 394/5200       | 570/3800      | A-5                | 2.180              | 250          | 6"6                 | 14.3               | 09/95-09/98        | 32.517             |
| S 70 AMG Lunga                  | ?            | M120E70 V12 48V           | 7055           | 496/5500       | 720/3900      | A-5                | 2.250              | 300          | 5"2                 | ?                  | ?/96-?/98          | 112                |

| Mercedes-Benz C140                               |              |                           |                |                |               |                    |                    |              |                     |                    |                    |                    |
| Modello                                          | Sigla telaio | Motore                    | Cilindrata cm³ | Potenza CV/rpm | Coppia Nm/rpm | Cambio/ N°rapporti | Massa a vuoto (kg) | Velocità max | Acceler. 0–100 km/h | Consumo (l/100 km) | Anni di produzione | Esemplari prodotti |
| S 420 Coupé (CL 420 dal 06/96)                   | 140.063      | M119E42 V8 32V (119.981)  | 4196           | 279/5700       | 400/3900      | A-4                | 2.080              | 250          | 7"6                 | 12.6               | 02/94-08/95        | 2.496              |
| S 420 Coupé (CL 420 dal 06/96)                   | 140.063      | M119E42 V8 32V (119.981)  | 4196           | 279/5700       | 400/3900      | A-5                | 2.080              | 250          | 8"3                 | 11.6               | 09/95-09/98        | 2.496              |
| 500 SEC (S 500 Coupé dal 06/93 CL 500 dal 06/96) | 140.070      | M119E50 V8 32V (119.970)  | 4973           | 320/5600       | 470/3900      | A-4                | 2.080              | 250          | 6"7                 | 13.3               | 10/92-08/95        | 14.953             |
| 500 SEC (S 500 Coupé dal 06/93 CL 500 dal 06/96) | 140.070      | M119E50 V8 32V (119.980)  | 4973           | 320/5600       | 470/3900      | A-5                | 2.080              | 250          | 7"2                 | 12.2               | 09/95-09/98        | 14.953             |
| 600 SEC (S 600 Coupé dal 06/93 CL 600 dal 06/96) | 140.076      | M120E60 V12 48V (120.980) | 5987           | 394/5200       | 570/3800      | A-4                | 2.180              | 250          | 6"0                 | 15.4               | 02/92-08/95        | 8.573              |
| 600 SEC (S 600 Coupé dal 06/93 CL 600 dal 06/96) | 140.076      | M120E60 V12 48V (120.982) | 5987           | 394/5200       | 570/3800      | A-5                | 2.180              | 250          | 6"0                 | 14.3               | 09/95-09/98        | 8.573              |